# Jan Baptist van der Hulst
Jan Baptist van der Hulst, ook wel Jean-Baptiste Van der Hulst (Leuven, 2 maart 1790 - Brussel, 14 mei 1862) was een Belgisch kunstschilder en lithograaf. Hij maakte vooral naam als portrettist en was van 1830 tot 1849 hofschilder van het Nederlands Koninklijk Huis.

## Leven en werk
Van der Hulst studeerde aan de kunstacademie te Leuven onder Josse Pierre Geedts. In 1819 maakte hij een studiereis naar Parijs en van 1825 tot 1827 verbleef hij in Italië, onder andere te Rome. Terug in Leuven schilderde hij het altaarstuk voor de St. Jacobskerk.
Van der Hulst richtte zich vooral op historiestukken en portretten, in een klassieke academische stijl. In 1830 verhuisde hij naar Den Haag, waar hij door koning Willem I tot hofschilder en werd benoemd ("schilder des konings"), een rol die die hij voortzette onder het bewind van koning Willem II. Ook adviseerde hij beide koningen bij hun kunstaankopen.
Na de dood van Willem II in 1849 vestigde Van der Hulst zich in Brussel, waar hij in 1862 op 72-jarige leeftijd overleed. De portretten die hij maakte van de leden van het Koninklijk Huis zijn voor een belangrijk deel nog in bezit van de Koninklijke familie. Ze bevinden zich onder andere in Paleis Noordeinde en Huis ten Bosch. Ook het Rijksmuseum Amsterdam, Paleis het Loo en De Lakenhal te Leiden hebben werk van zijn hand in hun collectie.

## Galerij

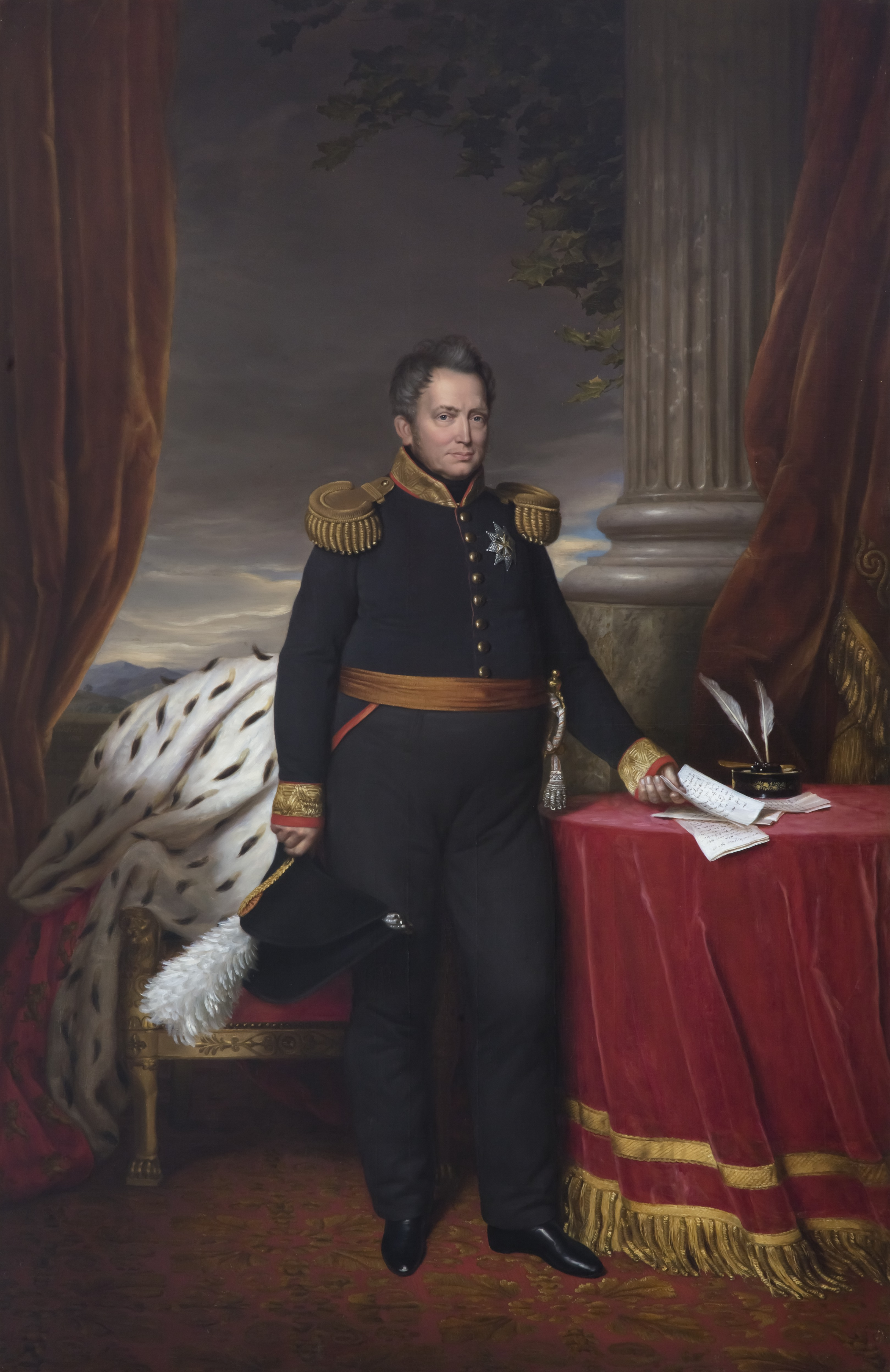
Koning Willem I, 1830
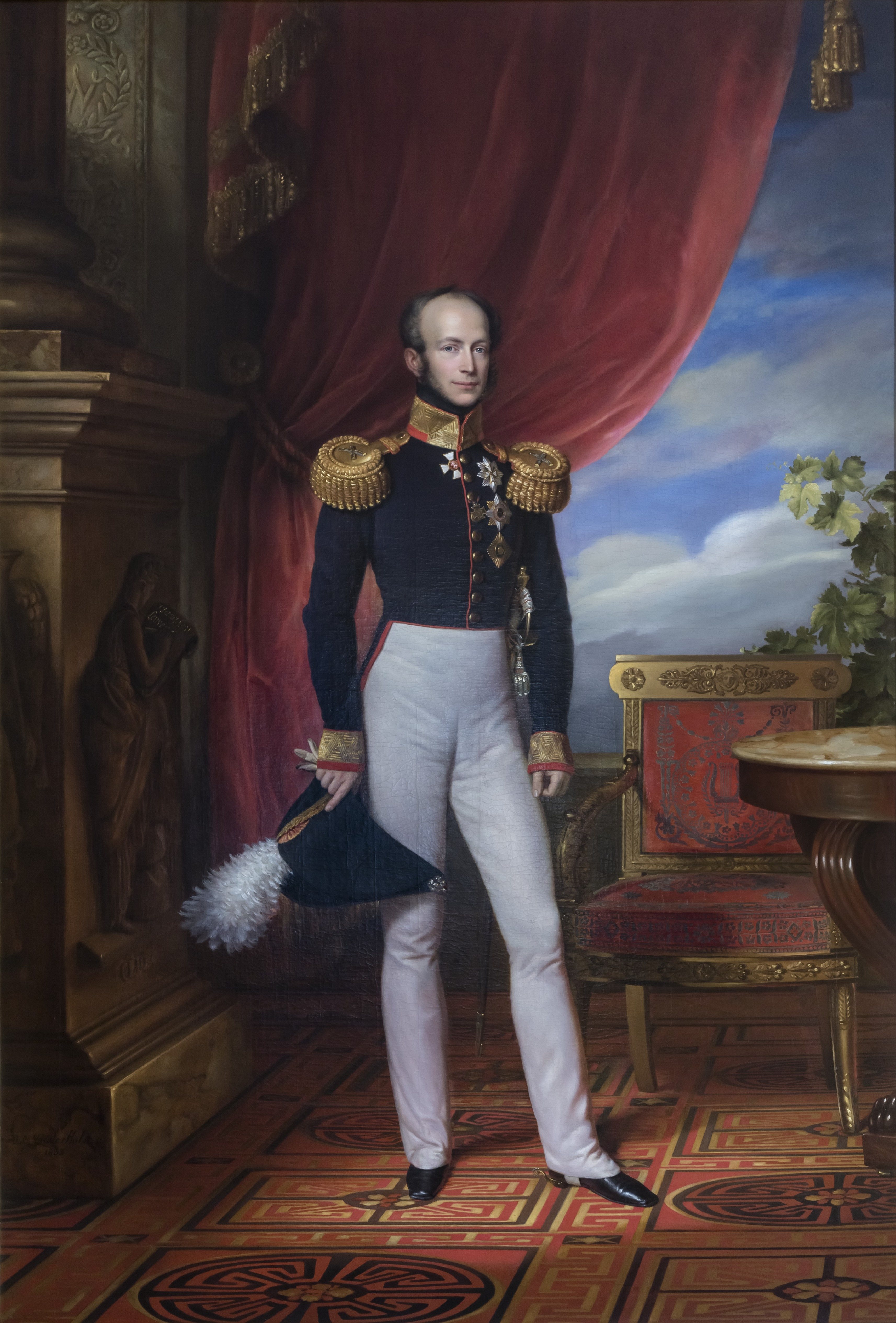
Willem II, 1833
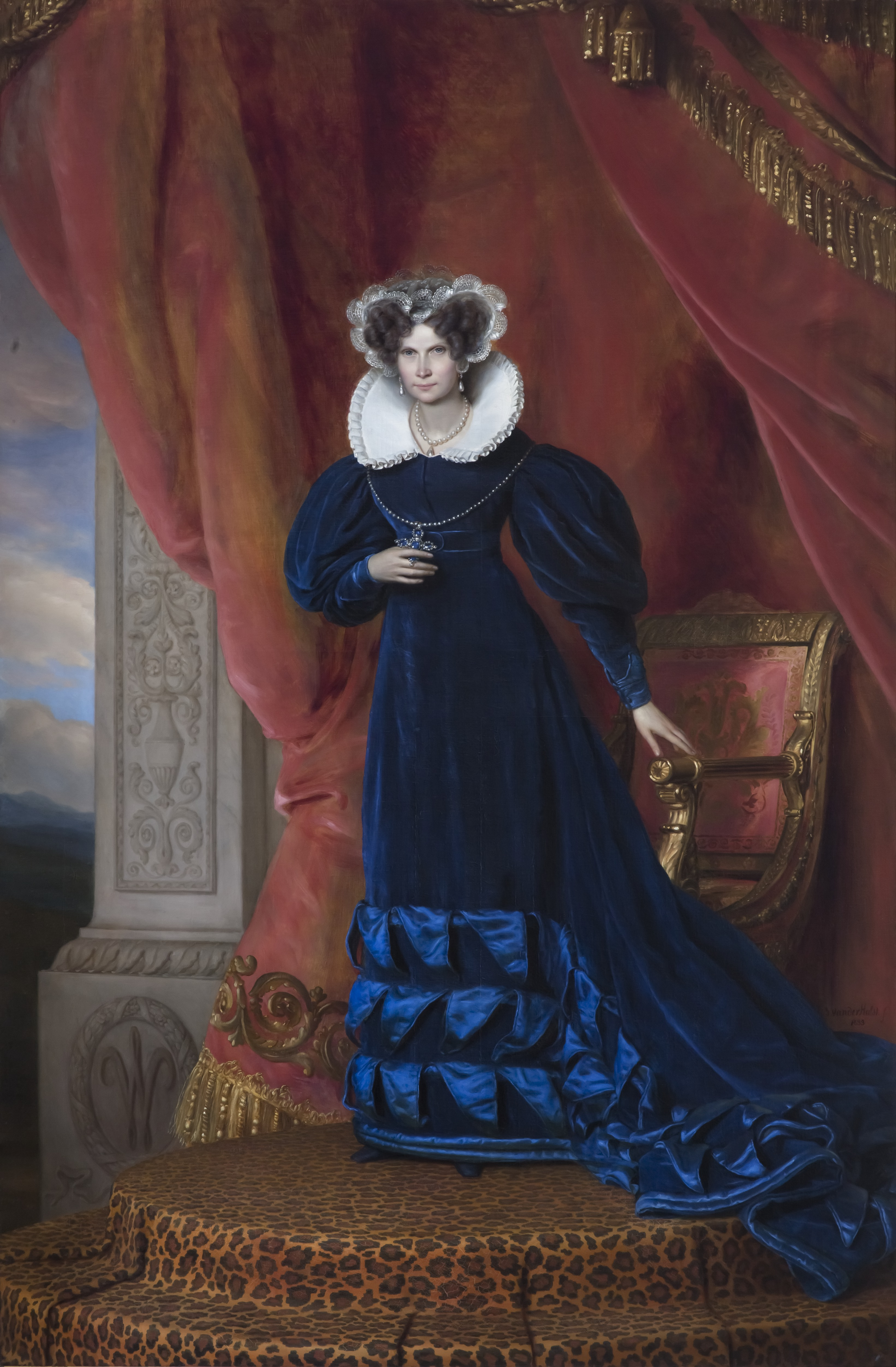
Wilhelmina van Pruisen, 1833
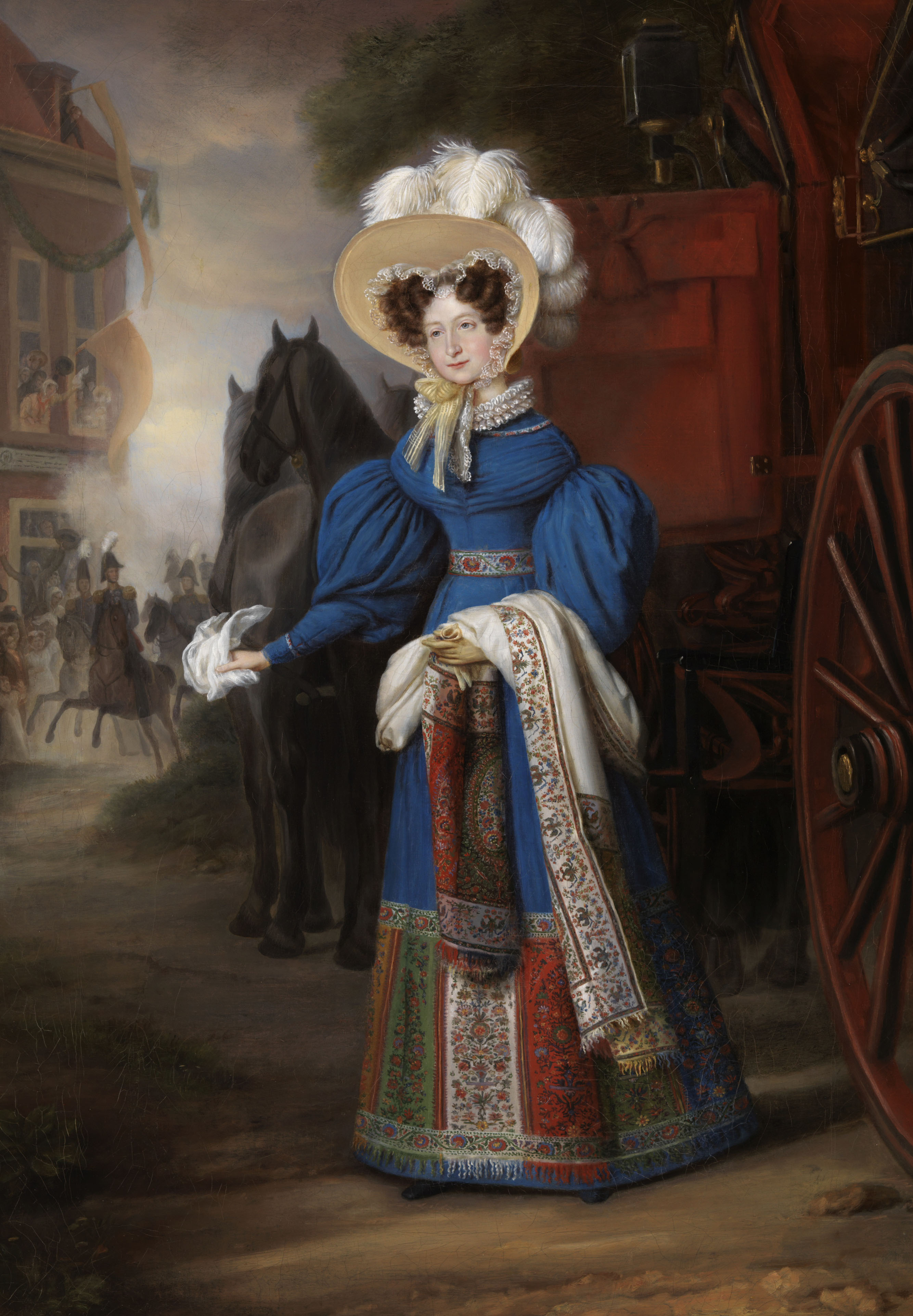
Anna Paulowna, 1837